# 新潟雪国型メガソーラー発電所
新潟雪国型メガソーラー発電所（にいがたゆきぐにがたメガソーラーはつでんしょ）は、新潟県新潟市東区出光興産（旧昭和シェル石油新潟製油所跡地）敷地内にある太陽光発電所。

## 概要
新潟県がメガソーラー施設を公募し、昭和シェル石油（当時）が応じたことによりプロジェクトが発足。2010年8月31日から運用を開始。総事業費7億円（うち5億7千万円は国・新潟県からの補助）。年間発生電力量は、約100万kw時で、発電した電気は全量、東北電力に売電する。

## 太陽電池
CIS薄膜型の太陽電池12,528枚を並べる。太陽電池は、全て昭和シェル石油の子会社（ソーラーフロンティア、2019年より出光興産の子会社）が製造したモジュールを使用。

## 特徴
一般に、冬季に降雪があり日射量が減少する日本海側では、大規模な太陽光発電所は建設が難しい。そこに敢えて挑戦するという意味で、施設に「雪国型」の名が冠せられている。新潟雪国型メガソーラー発電所では、立地条件（海岸付近は山間部より降雪量が少ない）や発電効率にすぐれた太陽電池を採用する等により、冬季こそ発電量が落ち込むことは避けられないものの、年間を通じて東京都内の施設と遜色のない発電量を確保している。